# サロン
サロン（仏: salon、英: salon）とは、もともと応接室などの部屋を意味する言葉である。
1. 応接間、談話室など。

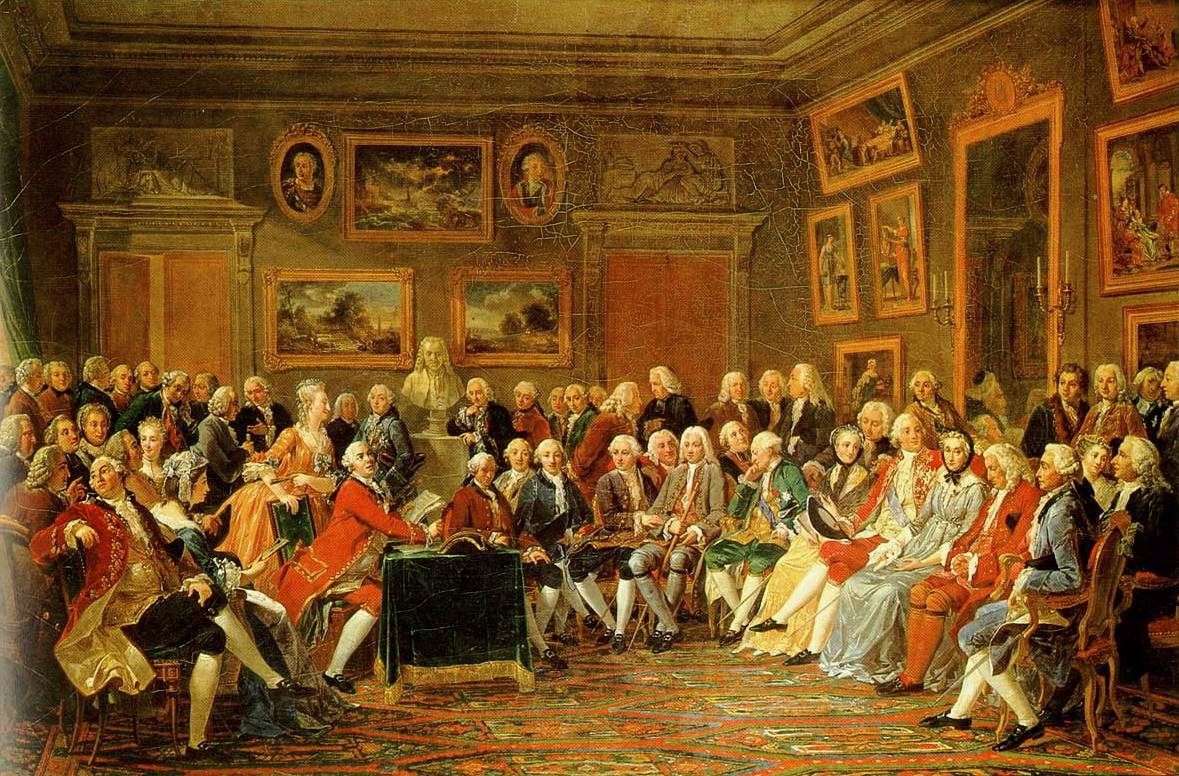
「啓蒙の世紀（Siècle des Lumières)」。18世紀は理性による進歩が広く信じられた時代で、多くの啓蒙思想家がサロンを舞台に活躍した。画像はジョフラン夫人のサロンに集まる啓蒙思想家たちを描いたシャルル・ガブリエル・ルモニエの絵画（国立マルメゾン城美術館蔵）。

2. フランス語で宮廷や貴族の邸宅を舞台にした社交界をサロンと呼んだ。主人が、文化人、学者、作家らを招いて、知的な会話を楽しんだ。（この項目で詳説）
3. （フランスで）展覧会のこと。元々ルーヴル宮殿の大サロンで開催されていた芸術アカデミー主催の美術展サロン・ド・パリ（官展）を指した。ディドロの「サロン評」は美術評論の始まりといわれる。
4. 文化史上に見られる文化人相互の交流の場を称して「…サロン」と呼ぶことがある。（例：木村蒹葭堂のサロン、後水尾院のサロンなど）
5. サービスを提供する店の名前に使用されることがある。（例：ネイルサロン、日焼けサロン、ビューティーサロン、ヘアサロン、エステティックサロン、囲碁サロン、就活サロンなど）
6. 2ちゃんねるなどでは、各カテゴリの雑談系の板を「…サロン」と名づけている。

サロン（仏: salon）
フランス語で宮廷や貴族の邸宅を舞台にした社交界をサロンと呼んだ。主人（女主人である場合も多い）が、文化人、学者、作家らを招いて、知的な会話を楽しむ場であった。

## フランスの文学サロン
17世紀初めのランブイエ侯爵夫人カトリーヌ・ド・ヴィヴォンヌのサロンがはしりといわれる。ローマ駐在の外交官の娘として生まれ、イタリアの洗練された宮廷に親しんだ後、フランスに帰国した夫人にとって、アンリ4世の宮廷は非常に粗野なものと感じられた。そこで自宅に教養ある人々を招き、私的な集まりを開いた。そこでは、文学者が自作を朗読したり、文学論、演劇論が交わされるなどした。これを真似たサロンも開かれるようになり、モリエールの喜劇『滑稽な才女たち』Les Précieuses ridicules ではサロンでの気取った会話が痛烈に皮肉られた。
その後も、フランスではヴェルサイユ宮殿などで、女主人を中心にした文学サロンが開かれた。ラファイエット夫人やポンパドゥール夫人らのサロンなどが史上有名。ヴォルテール、ルソーら啓蒙主義の思想家たちもサロンに出入していた。
女主人を囲む文学サロンの伝統は20世紀初め頃まで続き、その様子はプルーストの代表作『失われた時を求めて』にも描写されている。

## ベルリンの文学サロン
各国でもサロンが開かれたが、ベルリンでは、19世紀ロマン主義の時代に開かれたファルンハーゲン（レーヴィン）、ヘルツなど、ユダヤ系女性のサロンが知られる。各地のゲットーが解放されてから自由な雰囲気が育まれ、裕福なユダヤ系の婦人たちがサロンを開くようになり、貴族や文学者、音楽家らも出入りした。ユダヤ人解放やフェミニズムにかかわった女性も少なくない。

## 主なサロン主催者
フランス
- スタール夫人（ネッケール夫人）
- ポンパドゥール夫人
- ロラン夫人
- アルフォンス・ドーデ

スウェーデン
- アレクサンドラ・クリスティーナ
- ロヴィーサ・ウルリカ

イェーナ
- カロリーネ・シェリング

ベルリン
- ラーヘル・ファルンハーゲン・フォン・エンゼ Rahel Varnhagen
- ヘンリエッテ・ヘルツ＝レモス Henriette Herz
- ヘレーネ・フォン・ノスティッツ Helene von Nostitz

ウィーン
- パウリーネ・フォン・メッテルニヒ Pauline Metternich
- ベルタ・ツッカーカンドル＝シェプス Berta Zuckerkandl-Szeps

## 派生語など
- サロン・ド・テ（仏: salon de thé）はティールームのこと。
- サルーン（英: saloon）は派生語で、ホテルの大広間、船舶の談話室などを意味する。
- 21世紀になって日本でサロネーゼ (Saloneze) という造語が生まれた。

## 参照項目
- 文学カフェ